# Scio, Ohio
Scio är en by (village) i Harrison County i Ohio. Vid 2010 års folkräkning hade Scio 763 invånare.